# Giải Mâm xôi vàng cho nam diễn viên phụ tồi nhất
Giải Quả Mâm xôi vàng cho nam diễn viên phụ tồi nhất là một giải Quả Mâm xôi vàng dành cho nam diễn viên đóng vai phụ trong một phim, được cho là diễn xuất dở nhất. Hayden Christensen là nam diễn viên duy nhất (bị) nhận 2 giải này cho cùng một vai diễn.
Dưới đây là danh sách những người (bị) nhận giải và những người (bị) đề cử, cùng tên phim theo từng năm:

## Thập niên 1980
- 1980 John Adames - Gloria & Laurence Olivier - The Jazz Singer (đồng hạng)
  - Marlon Brando - The Formula
  - Charles Grodin - Seems Like Old Times
  - David Selby - Raise the Titanic!
- 1981 Steve Forrest - Mommie Dearest
  - Billy Barty - Under the Rainbow
  - Ernest Borgnine - Deadly Blessing
  - James Coco - Only When I Laugh
  - Danny DeVito - Going Ape!
- 1982 Ed McMahon - Butterfly
  - Michael Beck - Megaforce
  - Ben Gazzara - Inchon
  - Ted Hamilton - The Pirate Movie
  - Orson Welles - Butterfly
- 1983 Jim Nabors - Stroker Ace
  - Joseph Cali - The Lonely Lady
  - Louis Gossett, Jr. - Jaws 3-D
  - Anthony Holland - The Lonely Lady
  - Richard Pryor - Superman III
- 1984 Brooke Shields - Sahara
  - Robby Benson - Harry and Son
  - Sammy Davis, Jr. - Cannonball Run II
  - George Kennedy - Bolero
  - Ron Leibman - Rhinestone
- 1985 Rob Lowe - St. Elmo's Fire
  - Raymond Burr - Godzilla 1985
  - Herbert Lom - King Solomon's Mines
  - Robert Urich - Turk 182
  - Burt Young - Rocky IV
- 1986 Jerome Benton - Under the Cherry Moon
  - Peter O'Toole - Club Paradise
  - Tim Robbins - Howard the Duck
  - Brian Thompson - Cobra
  - Scott Wilson - Blue City
- 1987 David Mendenhall - Over the Top
  - Billy Barty - Masters of the Universe
  - Tom Bosley - Million Dollar Mystery
  - Michael Caine - Jaws: The Revenge
  - Mack Dryden & Jamie Alcroft - Million Dollar Mystery
- 1988 Dan Aykroyd - Caddyshack II
  - Billy Barty - Willow
  - Richard Crenna - Rambo III
  - Harvey Keitel - The Last Temptation of Christ
  - Christopher Reeve - Switching Channels
- 1989 Christopher Atkins - Listen to Me
  - Ben Gazzara - Road House 
  - DeForest Kelley - Star Trek V: The Final Frontier
  - Noriyuki "Pat" Morita - The Karate Kid, Part III
  - Donald Sutherland - Lock Up

## Thập niên 1990
- 1990 Donald Trump (vai nhỏ là chính bản thân mình) - Ghosts Can't Do It
  - Leo Damian - Ghosts Can't Do It
  - Gilbert Gottfried - The Adventures of Ford Fairlane / Look Who's Talking Too / Problem Child
  - Wayne Newton - The Adventures of Ford Fairlane
  - Burt Young - Rocky V
- 1991 Dan Aykroyd - Nothing but Trouble
  - Richard E. Grant - Hudson Hawk
  - Anthony Quinn - Mobsters
  - Christian Slater - Mobsters / Robin Hood: Prince of Thieves
  - John Travolta - Shout
- 1992 Tom Selleck - Christopher Columbus: The Discovery
  - Alan Alda - Whispers in the Dark
  - Marlon Brando - Christopher Columbus: The Discovery
  - Danny DeVito - Batman Returns
  - Robert Duvall - Newsies
- 1993 Woody Harrelson - Indecent Proposal
  - Tom Berenger - Sliver
  - John Lithgow - Cliffhanger
  - Chris O'Donnell - The Three Musketeers
  - Keanu Reeves - Much Ado About Nothing
- 1994 O. J. Simpson - Naked Gun 33⅓: The Final Insult
  - Dan Aykroyd - Exit to Eden / North
  - Jane March (vai Richie) - Color of Night
  - William Shatner - Star Trek: Generations
  - Rod Steiger - The Specialist
- 1995 Dennis Hopper - Waterworld
  - Tim Curry - Congo
  - Robert Davi - Showgirls
  - Robert Duvall - The Scarlet Letter
  - Alan Rachins - Showgirls
- 1996 Marlon Brando - The Island of Dr. Moreau
  - Val Kilmer - The Ghost and the Darkness / The Island of Dr. Moreau
  - Burt Reynolds - Striptease
  - Steven Seagal - Executive Decision
  - Quentin Tarantino - From Dusk Till Dawn
- 1997 Dennis Rodman - Double Team
  - Willem Dafoe - Speed 2: Cruise Control
  - Chris O'Donnell - Batman & Robin
  - Arnold Schwarzenegger - Batman & Robin
  - Jon Voight - Most Wanted / U Turn
- 1998 Joe Eszterhas (vai bản thân mình) - An Alan Smithee Film: Burn Hollywood Burn
  - Sean Connery - The Avengers
  - Roger Moore - Spice World
  - Joe Pesci - Lethal Weapon 4
  - Sylvester Stallone (vai bản thân mình) - An Alan Smithee Film: Burn Hollywood Burn
- 1999 Jar Jar Binks (giọng của Ahmed Best) - Star Wars Episode I: The Phantom Menace
  - Kenneth Branagh - Wild Wild West
  - Gabriel Byrne - End of Days / Stigmata
  - Jake Lloyd - Star Wars Episode I: The Phantom Menace
  - Rob Schneider - Big Daddy

## Thập niên 2000
- 2000 Barry Pepper - Battlefield Earth
  - Stephen Baldwin - The Flintstones in Viva Rock Vegas
  - Keanu Reeves - The Watcher
  - Arnold Schwarzenegger - The 6th Day
  - Forest Whitaker - Battlefield Earth
- 2001 Charlton Heston - Cats & Dogs / Planet of the Apes / Town & Country
  - Max Beesley - Glitter
  - Burt Reynolds - Driven
  - Sylvester Stallone - Driven
  - Rip Torn - Freddy Got Fingered
- 2002 Hayden Christensen - Star Wars Episode II: Attack of the Clones
  - Tom Green - Stealing Harvard
  - Freddie Prinze, Jr. - Scooby-Doo
  - Christopher Walken - The Country Bears
  - Robin Williams - Death to Smoochy
- 2003 Sylvester Stallone - Spy Kids 3-D: Game Over
  - Anthony Anderson - Kangaroo Jack
  - Alec Baldwin - The Cat in the Hat
  - Al Pacino - Gigli
  - Christopher Walken - Gigli / Kangaroo Jack
- 2004 Donald Rumsfeld - Fahrenheit 9/11
  - Val Kilmer - Alexander
  - Arnold Schwarzenegger - Around the World in 80 Days
  - Jon Voight - Superbabies: Baby Geniuses 2
  - Lambert Wilson - Catwoman
- 2005 Hayden Christensen - Star Wars Episode III: Revenge of the Sith
  - Alan Cumming - Son of the Mask
  - Bob Hoskins - Son of the Mask
  - Eugene Levy - Cheaper by the Dozen 2 / The Man
  - Burt Reynolds - The Dukes of Hazzard / The Longest Yard
- 2006 M. Night Shyamalan - Lady in the Water
  - Danny DeVito - Deck the Halls
  - Ben Kingsley - BloodRayne
  - Martin Short - The Santa Clause 3: The Escape Clause
  - David Thewlis - Basic Instinct 2 / The Omen
- 2007 Eddie Murphy - Norbit
  - Orlando Bloom - Pirates of the Caribbean: At World's End
  - Kevin James - I Now Pronounce You Chuck and Larry
  - Rob Schneider - I Now Pronounce You Chuck and Larry
  - Jon Voight - Bratz: The Movie / National Treasure: Book of Secrets / September Dawn / Transformers
- 2008 Pierce Brosnan - Mamma Mia!
  - Uwe Boll (vai bản thân mình) - Postal
  - Ben Kingsley - The Love Guru / The Wackness / War, Inc.
  - Burt Reynolds - Deal / In the Name of the King: A Dungeon Siege Tale
  - Verne Troyer - The Love Guru / Postal